# بيير بيتي (ملحن)
بيير بيتي (بالفرنسية: Pierre Petit)‏ هو معلم موسيقى وملحن فرنسي، ولد في 21 أبريل 1922 في بواتييه في فرنسا، وتوفي في 1 يوليو 2000 في باريس في فرنسا.

## وصلات خارجية
- بيير بيتي على موقع ميوزك برينز (الإنجليزية)
- بيير بيتي على موقع ديسكوغز (الإنجليزية)